# Poptong
Poptong (hangul: 법동군, Poptong-kun, handzsa: 法洞郡, RR: Pŏptong-kun) megye Észak-Koreában, Kangvon (Kangwŏn) tartományban. 1952-ben hozták létre Muncshon (Munch'ŏn) külterületéből és emelték megyei rangra.

## Földrajza
Északról Cshonne (Ch'ŏnnae) és Muncshon (Munch'ŏn), keletről Vonszan (Wŏnsan) és Anbjon (Anbyŏn) és Koszan (Kosan), délről Szepho (Sep'o) és Phangjo (P'an'gyo), nyugatról a Dél-Phjongan (P'yŏngan) tartománybeli Jangdok (Yangdŏk) és az Észak-Hvanghe (Hwanghae) tartománybeli határolja.
Legmagasabb pontja az 1578 méter magas Mebongszan (매봉산; 매봉山, Maebongsan).

## Közigazgatása
1 községből (up (ŭp)), 19 faluból (ri (ri)) áll:
| - Poptong-up (법동읍; 法洞邑, Pŏptong-ŭp) - Kamdun-ri (감둔리; 甘屯里, Kamdun-ri) - Kondzsa-ri (건자리; 乾子里, Kŏnja-ri) - Kurjong-ri (구룡리; 龜龍里, Kuryong-ri) - Kumgu-ri (금구리; 金龜里, Kŭmgu-ri) - Kumphjong-ri (금평리; 金坪里, Kŭmp'yŏng-ri) - Tocshan-ri (도찬리; 道贊里, Toch'an-ri) - Rjongdzso-ri (령저리; 嶺底里, Ryŏngjŏ-ri) - Rothan-ri (로탄리; 蘆灘里, Rot'an-ri) - Rjongpho-ri (룡포리; 龍浦里, Ryongp'o-ri) | - Rjuldong-ri (률동리; 栗洞里, Ryuldong-ri) - Madzson-ri (마전리; 馬轉里, Majŏn-ri) - Pegil-ri (백일리; 白日里, Paegil-ri) - Szangszo-ri (상서리; 上西里, Sangsŏ-ri) - Oju-ri (어유리; 漁遊里, Ŏyu-ri) - Johe-ri (여해리; 汝海里, Yŏhae-ri) - Csaktong-ri (작동리; 鵲洞里, Chaktong-ri) - Csangan-ri (장안리; 長安里, Changan-ri) - Cshüam-ri (취암리; 鷲巖里, Ch'wiam-ri) - Herang-ri (해랑리; 海浪里, Haerang-ri) |

## Gazdaság
Poptong (Pŏptong) megye gazdasága bányaiparra, szövőiparra, textiliparra, papírgyártásra és vegyiparra épül.

## Oktatás
Poptong (Pŏptong) megye egy mezőgazdasági főiskolának, 17 általános és 13 középiskolának ad otthont.

## Egészségügy
A megye számos egészségügyi intézménnyel rendelkezik, köztük 1 megyei és kb. 20 helyi kórházzal.

## Közlekedés
A megye közutakon a szomszédos helységek felől közelíthető meg. A megye vasúti kapcsolatokkal nem rendelkezik.